# Aeropuerto de Kahului
El Aeropuerto de Kahului (del inglés: Kahului Airport) (IATA: OGG, OACI: PHOG, FAA LID: OGG) es un aeropuerto regional en el estado de Hawái, Estados Unidos, ubicado al este del CDP de Kahului en el condado de Maui en la isla de Maui cerca de Haleakala. Ha ofrecido operaciones aeroportuarias completas desde 1952. La mayoría de los vuelos al aeropuerto de Kahului se originan en el Aeropuerto Internacional Daniel K. Inouye de Honolulu; el corredor Honolulu-Kahului es una de las rutas aéreas de mayor tráfico en los Estados Unidos, ocupando el puesto 13 en 2004 con 1,632,000 pasajeros.
El código de aeropuerto IATA OGG rinde homenaje al pionero de la aviación Bertram J. "Jimmy" Hogg, un nativo de Kauai y pionero de la aviación que trabajó para lo que ahora es Hawaiian Airlines volando aviones que van desde anfibios Sikorsky S-38 de ocho pasajeros hasta Douglas DC-3 y DC-9 hasta finales de la década de 1960.
Está incluido en el Plan Nacional de Sistemas Aeroportuarios Integrados de la Administración Federal de Aviación (FAA) para 2017-2021, en el que se clasifica como una instalación de servicio comercial primario y centro de conexiones mediano.

## Instalaciones y aeronaves

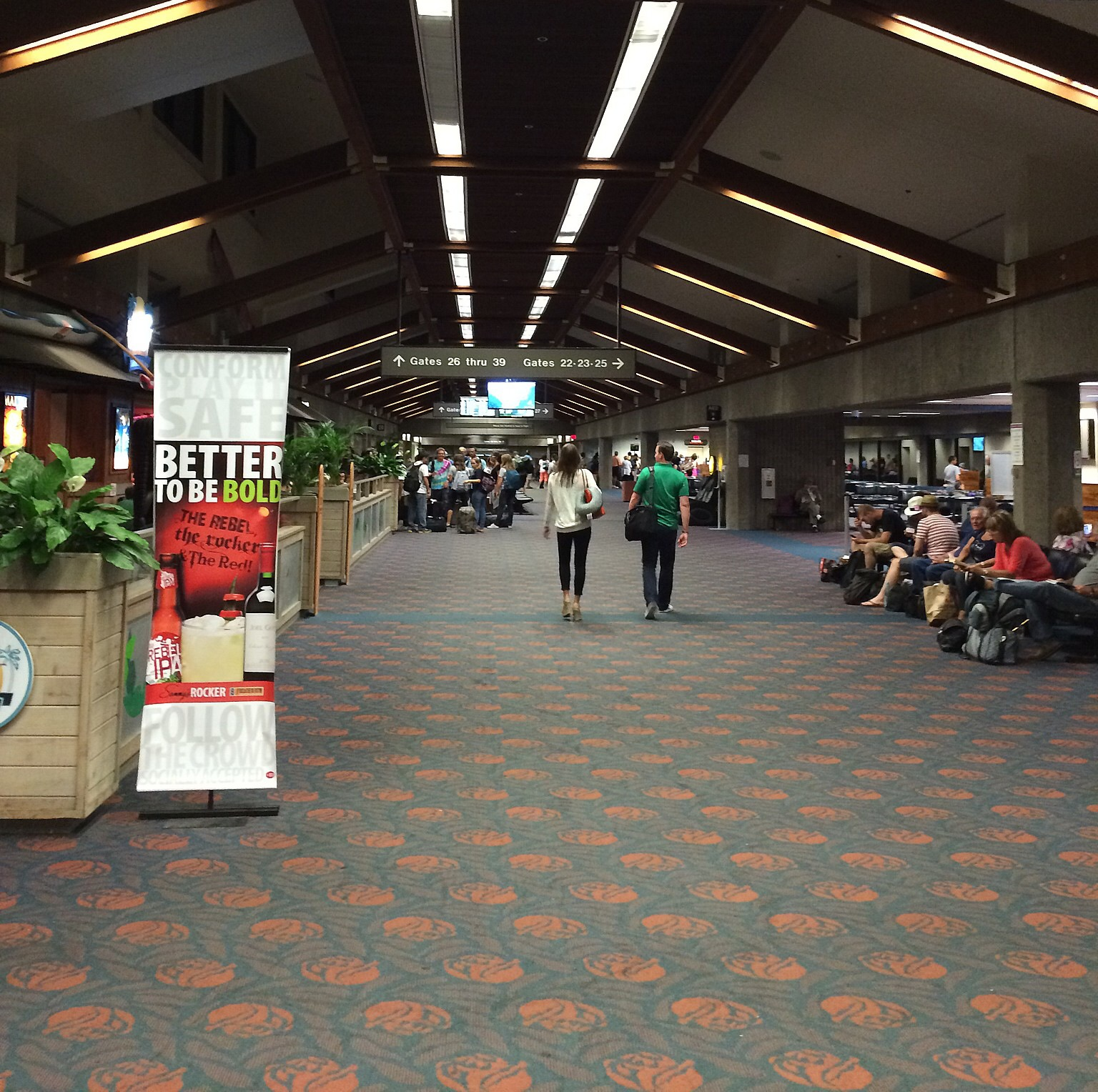
Sala de ultramar en el aeropuerto de Kahului.

El edificio de la terminal del aeropuerto de Kahului tiene áreas de emisión de boletos, inspección agrícola del USDA y área de reclamo de equipaje en la planta baja.
Hay dieciséis pasarelas disponibles para abordar o desembarcar pasajeros (hay seis áreas de espera en las puertas designadas A – F). Las puertas con números impares tienen sistemas de pasarela, mientras que las puertas con números pares están designadas como salidas de emergencia y tienen escaleras que conducen a la rampa de abajo. La principal terminal de pasajeros se divide en dos áreas, norte y sur. El área sur alberga las Puertas 1-16 con siete posiciones de estacionamiento de aeronaves (dimensionadas para cuatro aeronaves entre islas y tres del extranjero). La zona norte alberga las puertas 17 a 39 con nueve puestos de estacionamiento de aviones (dimensionados para tres aviones entre islas y seis del extranjero). Las puertas entre islas son las puertas 9, 11, 13, 15, 17, 19 y 21. Las puertas de ultramar son las puertas 1, 5, 7, 23, 27, 29, 33, 35 y 39.

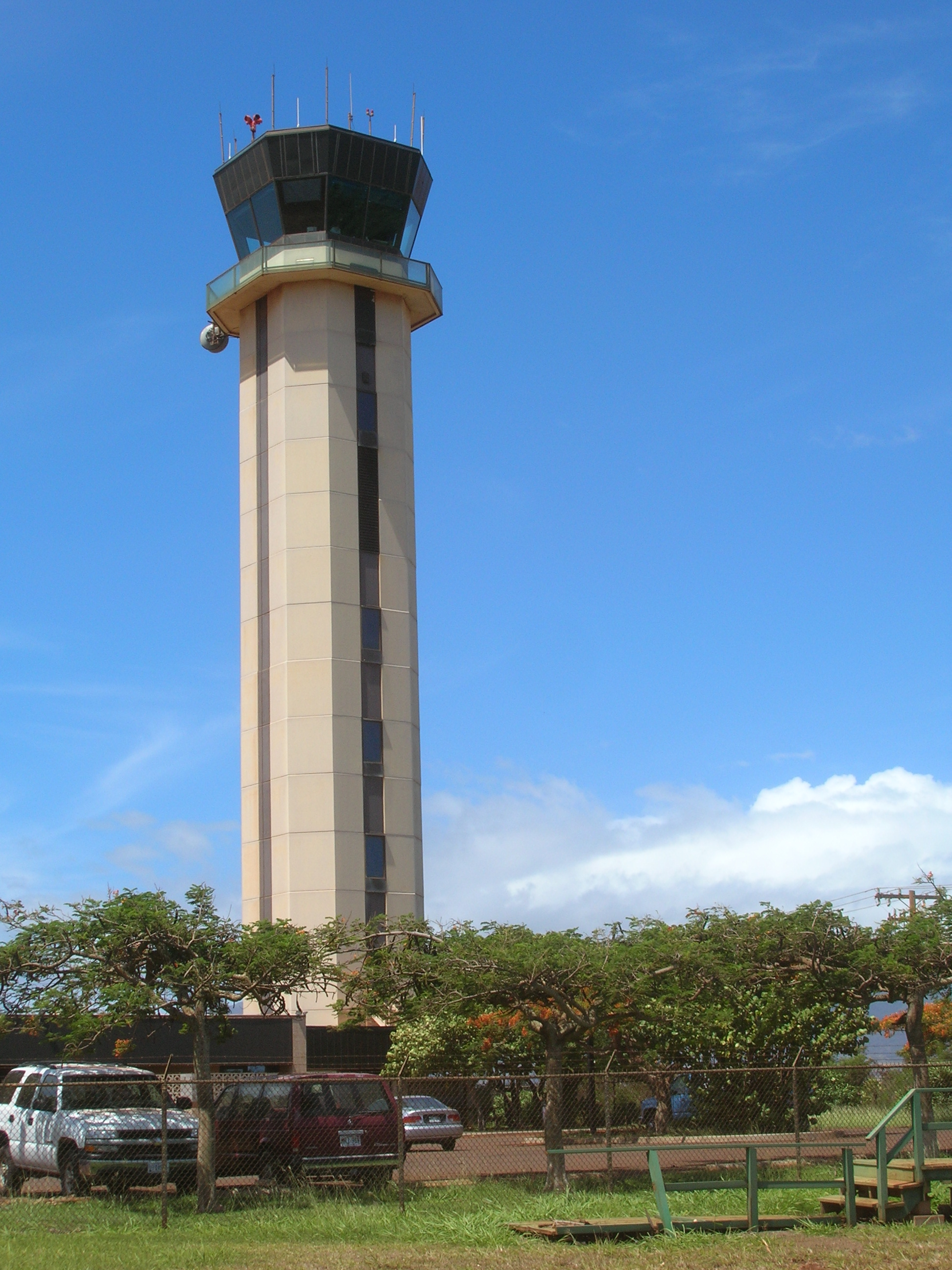
Torre de control de tráfico aéreo en OGG.

La mayoría de las puertas estaban espaciadas para manejar aviones de fuselaje estrecho como el Boeing 717 y el Boeing 737 utilizados en vuelos entre islas. En 1982–83 Kahului comenzó a recibir vuelos sin escalas desde el territorio continental de Estados Unidos; estos ahora usan aviones de fuselaje ancho como el Airbus A330, Boeing 767 y Boeing 777, junto con el Airbus A321, Boeing 737-700, Boeing 737-800, Boeing 737-900, Boeing 757-200 y Boeing 757-300. Los aviones más pequeños utilizados en los vuelos entre islas caben en todas las puertas, mientras que los aviones de pasajeros más grandes del extranjero no pueden. Debido al tamaño de la aeronave de fuselaje ancho, las puertas 3, 25, 31 y 37 rara vez se utilizan. La torre de control del tráfico aéreo se encuentra a 57 m (187 pies) sobre el nivel medio del mar y se completó en 1988.
El aeropuerto está experimentando una expansión autorizada por la Legislatura del Estado de Hawái. Se ha fijado el objetivo de preparar el aeropuerto de Kahului para que eventualmente se convierta en un aeropuerto internacional permanente con rutas de servicio desde Canadá y Japón. Los vuelos actuales desde Canadá utilizan las instalaciones de predespacho de aduana de los Estados Unidos en Vancouver, Calgary o Edmonton. Según la Actualización del Plan Maestro del Aeropuerto de Kahului de diciembre de 2016, se agregarían dos puestos de estacionamiento de aeronaves más a los trece existentes para la terminal principal de pasajeros. Las trece posiciones actuales están dimensionadas para tres aeronaves entre islas y diez del extranjero.

### Aeródromo

Diagrama de pista y terminal de OGG.

El aeropuerto de Kahului cubre 563 ha (1,391 acres) a una altitud de 16 m (54 pies) sobre el nivel medio del mar. Tiene dos pistas de asfalto: 2/20 de  2,132 m × 46 m (6,995 pies × 150 pies) y 5/23 de 1,521 m × 46 m (4,990 pies × 150 pies). También tiene un helipuerto de asfalto designado H1 que mide 38 × 38 m (125 × 125 pies). Las aeronaves de ala giratoria operan desde el área directamente al este del extremo de aproximación de la pista 2. No se permiten aeronaves de ala fija en esta área entre el amanecer y el atardecer, y las operaciones de ala fija en esta área desde el atardecer hasta el amanecer requieren autorización previa.
La mayoría de los vuelos comerciales utilizan la pista 2, que está equipada con un Sistema de aterrizaje instrumental de categoría I. La pista 5 se utiliza principalmente para aviones de pasajeros más ligeros y aviación general. [11] Para reducir el ruido, los vuelos que despegan de la pista 2 deben ascender en línea recta después del despegue hasta que se alejen de la costa 1.6 km (1 milla) antes de realizar cualquier giro. Los vuelos que despegan de la pista 5 con destino al este o al oeste deben girar a la izquierda lo antes posible para despejar la línea costera 1.6 km (1 milla); los vuelos desde la pista 5 para destinos al sur deben girar a la derecha lo antes posible. Los vuelos que aterrizan en la pista 2 se desvían al oeste de Kahului y Wailuku en un rumbo casi directamente hacia el sur antes de hacer fila para aterrizar. Los vuelos que aterrizan en la Pista 5 siguen la línea costera y evitan sobrevolar áreas pobladas tanto como sea posible.
Bajo el Plan Maestro de OGG, la Pista 2 se alargaría (hacia el sur) a 2,600 m (8,530 pies) para 2021, lo que permitiría operaciones con aviones de larga distancia que transporten una carga completa de combustible con el peso máximo de despegue. Esto permitiría un servicio sin escalas desde Kahului a Chicago, Dallas y Denver con aviones Boeing 777-200. Además, en algún momento después de 2035 se construiría una pista paralela de 2134 mx 46 m (7000 pies × 150 pies) a 2/20, con una separación de la línea central de 760 m (2,500 pies). La pista paralela permitiría operaciones simultáneas y serviría como respaldo de la pista 2. La pista 2 ha estado sufriendo daños en el pavimento desde 2008, y se recomienda la reconstrucción a una superficie de concreto (del actual asfalto ranurado).

## Aerolíneas y destinos

### Pasajeros
| Aerolíneas         | Destinos |
| ------------------ | --- |
| Air Canada         | Estacional: Vancouver |
| Alaska Airlines    | Portland (OR), San Diego, Seattle/Tacoma Estacional: Anchorage                                                                            |
| American Airlines  | Dallas/Fort Worth, Los Ángeles, Phoenix–Sky Harbor                                                                                        |
| Delta Air Lines    | Los Ángeles, Seattle/Tacoma Estacional: Atlanta, Salt Lake City                                                                           |
| Hawaiian Airlines  | Hilo, Honolulu, Kailua–Kona, Las Vegas, Lihue, Long Beach, Los Ángeles, Oakland, Sacramento, San Francisco, San José (CA), Seattle/Tacoma |
| Mokulele Airlines  | Hana, Kailua–Kona, Lanai, Molokai, Waimea                                                                                                 |
| Southwest Airlines | Honolulu, Kailua–Kona, Las Vegas, Lihue, Oakland, Phoenix–Sky Harbor, San José (CA) Estacional: Los Ángeles, Long Beach, Sacramento       |
| United Airlines    | Chicago–O'Hare, Denver, Los Ángeles, San Francisco                                                                                        |
| WestJet            | Calgary, Vancouver Estacional: Edmonton                                                                                                   |

### Carga
| Aerolíneas         | Destinos                           |
| ------------------ | ---------------------------------- |
| Aloha Air Cargo    | Hilo, Honolulu, Kailua-Kona, Lihue |
| Atlas Air          | Kailua-Kona, Ontario               |
| Kamaka Air         | Honolulu                           |
| Northern Air Cargo | Honolulu, Lihue                    |
| Transair           | Hilo, Honolulu                     |
| UPS Airlines       | Kailua-Kona, Ontario               |

### Destinos internacionales
Se ofrece servicio a 3 destinos internacionales (2 estacionales), a cargo de 2 aerolíneas.
| Canadá (4 destinos [2 estacionales], 2 aerolíneas)       |                                       |                                   |
| Calgary                                                  | Aeropuerto Internacional de Calgary   | WestJet                           |
| Edmonton                                                 | Aeropuerto Internacional de Edmonton  | WestJet (Estacional)              |
| Vancouver                                                | Aeropuerto Internacional de Vancouver | Air Canada (Estacional) / WestJet |
| Total: 3 destinos (2 estacionales), 1 país, 2 aerolíneas |                                       |                                   |

## Estadísticas

### Rutas más transitadas
| Número | Ciudad                    | Pasajeros | Aerolínea                                                                               |
| ------ | ------------------------- | --------- | --------------------------------------------------------------------------------------- |
| 1      | Honolulu, Hawái           | 994,000   | Hawaiian Airlines, Southwest Airlines                                                   |
| 2      | Los Ángeles, California   | 343,000   | Alaska Airlines, American Airlines, Delta Air Lines, Hawaiian Airlines, United Airlines |
| 3      | Seattle, Washington       | 275,000   | Alaska Airlines, Delta Air Lines, Hawaiian Airlines                                     |
| 4      | San Francisco, California | 261,000   | Alaska Airlines, Hawaiian Airlines, United Airlines                                     |
| 5      | Kailua, Hawái             | 143,000   | Hawaiian Airlines, Mokulele Airlines, Southwest Airlines                                |
| 6      | Phoenix, Arizona          | 135,000   | American Airlines, Hawaiian Airlines, Southwest Airlines                                |
| 7      | Las Vegas, Nevada         | 134,000   | Hawaiian Airlines, Southwest Airlines                                                   |
| 8      | Lihue, Hawái              | 132,000   | Hawaiian Airlines, Southwest Airlines                                                   |
| 9      | Oakland, California       | 120,000   | Alaska Airlines, Hawaiian Airlines, Southwest Airlines                                  |
| 10     | San Diego, California     | 110,000   | Alaska Airlines, Hawaiian Airlines                                                      |

## Aeropuertos cercanos
Los aeropuertos más cercanos son:
- Aeropuerto de Kapalua (26 km)
- Aeropuerto de Hana (44 km)
- Aeropuerto de Lanai (55 km)
- Aeropuerto de Kalaupapa (65 km)
- Aeropuerto de Hoolehua (74 km)